# Wales Act 2014
Pour les articles homonymes, voir Wales Act.
Le Wales Act 2014 (« Deddf Cymru 2014 » en gallois) est une loi du Parlement du Royaume-Uni introduite à la Chambre des communes le 30 mars 2014 et sanctionnée le 17 décembre 2014.
À la suite de la publication du volet financier de la commission sur la dévolution au pays de Galles, cette loi amende partiellement le Government of Wales Act 2006, en concédant à l’assemblée nationale pour le pays de Galles et au gouvernement de l’Assemblée galloise davantage de pouvoirs fiscaux. Certaines de ses dispositions allongent la durée de mandat des « membres de l’Assemblée » — les représentants siégeant à l’Assemblée galloise — de 4 à 5 ans afin que les élections de la législature ne se déroulent pas au même moment que celles des Communes, d’autres proscrivent la pratique du cumul des mandats, et enfin, une partie de la loi donne une valeur juridique à la dénomination de « Gouvernement gallois » utilisée dans la communication ministérielle depuis 2011.